# Romário Díaz
Romário Díaz Santamaría (n. San Pedro Sula, Cortés, Honduras; 20 de julio de 1994) es un futbolista hondureño. Se desempeña como mediocampista y actualmente juega en el Social Sol de la Liga Nacional de Honduras.

## Trayectoria

### Marathón
Fue ascendido al primer plantel en 2015 por el DT colombiano Jairo Ríos Rendón. Debutó en Primera División, el 30 de septiembre de 2015, siendo sustituido al minuto 53 por Luis Fernando Palacios y enfrentó al Olimpia, con quienes perdieron por 4 goles a 1 en el Estadio Tiburcio Carías Andino de Tegucigalpa.

### Social Sol
El 6 de julio de 2016 se confirmó su llegada al Social Sol.

## Estadísticas
Actualizado al 13 de agosto de 2016.
Último partido citado: Real España 2 - 1 Social Sol.

### Clubes
| Equipo                                    | Div.                | Temporada           | Liga     | Liga  | Copa Nacional(1) | Copa Nacional(1) | Copa Internacional | Copa Internacional | Total    | Total |
| Equipo                                    | Div.                | Temporada           | Partidos | Goles | Partidos         | Goles            | Partidos           | Goles              | Partidos | Goles |
| Marathón Honduras                         | 1.ª                 | 2015-16             | 13       | 0     | 0                | 0                | 0                  | 0                  | 13       | 0     |
| Marathón Honduras                         | Total               | Total               | 13       | 0     | 0                | 0                | 0                  | 0                  | 13       | 0     |
| Social Sol Honduras                       | 1.ª                 | 2016-17             | 2        | 0     | 0                | 0                | 0                  | 0                  | 2        | 0     |
| Social Sol Honduras                       | Total               | Total               | 2        | 0     | 0                | 0                | 0                  | 0                  | 2        | 0     |
| Total en su carrera                       | Total en su carrera | Total en su carrera | 15       | 0     | 0                | 0                | 0                  | 0                  | 15       | 0     |
| (1) Incluye datos de la Copa de Honduras. |                     |                     |          |       |                  |                  |                    |                    |          |       |